# Гарличу (Констанца)
Гарличу (рум. Gârliciu) насеље је у Румунији у округу Констанца у општини Гарличу. Oпштина се налази на надморској висини од 2 m.

## Становништво
Према подацима из 2002. године у насељу је живело 1828 становника, од којих су сви румунске националности.

### Хронологија
| Година       | 1992 | 1993 | 1994 | 1995 | 1996 | 1997 | 1998 | 1999 | 2000 | 2001 | 2002 | 2003 | 2004 | 2005 | 2006 | 2007 | 2008 | 2009 | 2010 | 2011 | 2012 | 2013 | 2014 | 2015 | 2016 | 2017 |
| ------------ | ---- | ---- | ---- | ---- | ---- | ---- | ---- | ---- | ---- | ---- | ---- | ---- | ---- | ---- | ---- | ---- | ---- | ---- | ---- | ---- | ---- | ---- | ---- | ---- | ---- | ---- |
| Становништво | 2102 | 2026 | 1989 | 1967 | 1958 | 1928 | 1937 | 1931 | 1915 | 1883 | 1904 | 1880 | 1868 | 1846 | 1860 | 1862 | 1858 | 1851 | 1848 | 1829 | 1789 | 1774 | 1763 | 1743 | 1718 | 1689 |